# The Resolve (film 1915)
The Resolve è un cortometraggio muto del 1915 diretto da Henry Otto. Di genere drammatico, prodotto dalla American Film Manufacturing Company, aveva come interpreti Edward Coxen, Winifred Greenwood, Lizette Thorne, George Field, John Steppling, Lillian Knight, Charlotte Burton.

## Produzione
Il film fu prodotto dall'American Film Manufacturing Company.

## Distribuzione
Distribuito negli Stati Uniti dalla Mutual, il film - un cortometraggio in due bobine - uscì nelle sale cinematografiche il 31 maggio 1915.